# Szent Miklós-székesegyház (Muraszombat)
A muraszombati Szent Miklós-székesegyház a város egyik legjelentősebb építészeti emléke. A 11-12. századi, román stílusban épült templomot a 14. században gótikus stílusban építették át, majd a 20. század elején Takáts László tervei alapján bővítették ki a szecesszió és a magyar nemzeti romantikus stílus jegyében, de megőrizve az ősi épület legértékesebb részeit. A templom 2007-től az újonnan létrehozott Muraszombati egyházmegye székesegyháza lett.

## Története
Az első keresztény templom ezen a helyen már 1071-ben állt, erről az egykori épület homlokzatán a 18. század közepéig olvasható évszám tanúskodott. Az írott források 1252-ben említik a belmurai (muraszombati) esperességet (ami már a templom meglétére utal). A 13. század végén emelték a keleti templomtornyot és a hozzá tartozó kórust késő román stílusban. A 14. század vége felé a kórust gótikus szentéllyé alakították. Freskóit a 19. század elején, illetve a végén készítették. A 15. században alakíthatták át a templom egyhajós hosszházát, majd 1676-ban barokk boltozattal fedték be azt.
1365 és 1687 között a Széchy család volt a templom patrónusa, ezután pedig a Szapáry család.
1734-ben diadalívvel választották el a főhajót a szentélytől, utóbbit sekrestyévé alakították. A 18. század derekán két késő barokk kápolnával bővítették a templomot, és a torony felső részét is átalakították.
A 19. század második felére a templom már kicsinek bizonyult, és állapota is leromlott. Hüll Ferenc (plébánosi: 1826–1880) idején már felvetődött az új templom építésének szükségessége, ami Gáspár Ferenc (plébános: 1880–1906) idején tovább erősödött. Szlepecz János káplán közbenjárásával sikerült meggyőzni Szapáry Lászlót grófot, a templom kegyurát, aki vállalta az új templom finanszírozását.
A templom tanácsa 1905. december 26-án döntött az új templom megépítéséről. Az építőbizottság tagjai a következők lettek: Ivanóczy Ferenc, csendlaki esperes; Horváth Pál, Metzker Mátyás, dr. Skrilecz Mihály, Takáts R. István (Takáts László édesapja), dr. Ciffrák János, Ratkol Bozsidár, Lanscsák József, Rácz János és Antauer József muraszombati lakosok; Kovács István és Horváth János barkóci lakosok; Schweinhammer János és Czizel József battyánfalvi lakosok; Korongról gróf Batthyány Zsigmond és Lukács Ferenc; a muraszentesi Szerecz Ferenc; a muracsermelyi Czelecz József; a lukácsfai Dervarics Ferenc; a borhidai Cziglár Iván, Balaskó Miklós pedig Kisszombat, Falud és Vaspolony településeit képviselte.
Gáspár Ferenc halála után 1906-ban Szlepecz János lett a plébános. Az építőbizottság 1907-ben körvonalazta a terveket, eszerint a szentélyt a freskókkal egyetemben megtartották, és a 2400 hívőt befogadóra kellett bővíteni. A tervező Takáts László lett, és ő 1909. december 20-án a bizottságnak be is mutatta a terveit két változatban. A belső berendezés terveit Takáts valószínűleg az építkezés során tervezte meg.
A templom modelljét kiállították a hívők és adakozók számára. A bontási és építési pályázatot 1910 elején írták ki. Az utolsó istentiszteletet 1910. április 18-án tartották a régi templomban. A misét követően azonnal elkezdték a bontási munkálatokat. A templom alapkő-letételére csak 1910. augusztus 27-én került sor, mivel Szapáry gróf betegsége miatt addig Bécsben tartózkodott. Az alapkőletételi ünnepségen „időkapszulát” is elhelyeztek a templom déli falában szöveges üzenettel, Muraszombatot ábrázoló fényképekkel, valamint a Muraszombat és vidéke c. folyóirat akkori számával.
A vasbeton-tervezést Uy Károly végezte, a vasbeton munkálatokkal egy budapesti részvénytársaságot bíztak meg. A kőműves-munkákat az alsólendvai Ascherl József és a muraszombati Meszarics István nyerte el. Az asztalos-, lakatos-, vakolat-, üvegezési és egyéb munkákat muraszombati vállalkozók végezték. A templom belső berendezésének feladatait budapesti (köztük Nordio Nazareno olasz mester) és muraszombati vállalkozók kapták meg.
Az alapkő-letétel után alig több mint egy évvel, 1911. szeptember 5-én már helyére került a harang, októberben felszerelték az orgonát, az első misét pedig december 3-án tarthatták meg az új templomban.
Muraszombat elcsatolása után, 1925 augusztusában négy új haranggal bővült a templom, amelyek a maribori öntödében készültek. A második világháború után, 1951-ben a templom nagyobb felújításon esett át. 1971-ben Tone Bitenc készítette az új oltármenzát (oltárasztalt). 1973-ban új festett üvegablakokat helyeztek el a templom déli oldalán, 1977-ben pedig az északi oldalon. Szlovénia függetlenné válása után, 1992-ben kapott új orgonát a templom, 2000-ben pedig a tornyot és a harangokat újították fel.

## Az épület leírása
A templom keleti záró része a régi szentély maradt. A nyugati részen van a főbejárat. A mellékhajókat három-három pillér választja el a főhajótól. A viszonylag széles egyhajós keresztház révén egy nagy négyzetes tér jött létre, amit kupolával fedtek be. A térhatás így inkább centrális, mint hosszanti. A keresztház mindkét oldalon apszisban végződik, ahol egy-egy mellékoltár helyezkedik el. A régi szentélyhez megmaradt az átjáró, és az mellékkápolna lett. Az új szentély pódiumra került az átjáró elé.
A régi, gótikus szentélyen ma nincs kívül vakolat, ezzel is jelezve, hogy korábban keletkezett. A torony alsó részét is megtartották, erre épült a torony felső része. A templom egyik fő jellegzetessége a magas keleti torony. Az épületet lábazat futja körbe.
A templom a síkvidéki város kissé kiemelkedő, legmagasabb pontján épült és emellett az előtte húzódó burkolt templomtérrel együtt egy emelvényre került. Az oda vezető utcáról nézve így monumentálisabb hatást kelt. Érdekesség, hogy a templom falába kívülről jól látható módon több régi sírkövet is beépítettek, így az északi oldalon egy i. sz. 150 körül faragott római domborművet is, felső részén oroszlánnal, alul pedig delfinnel.

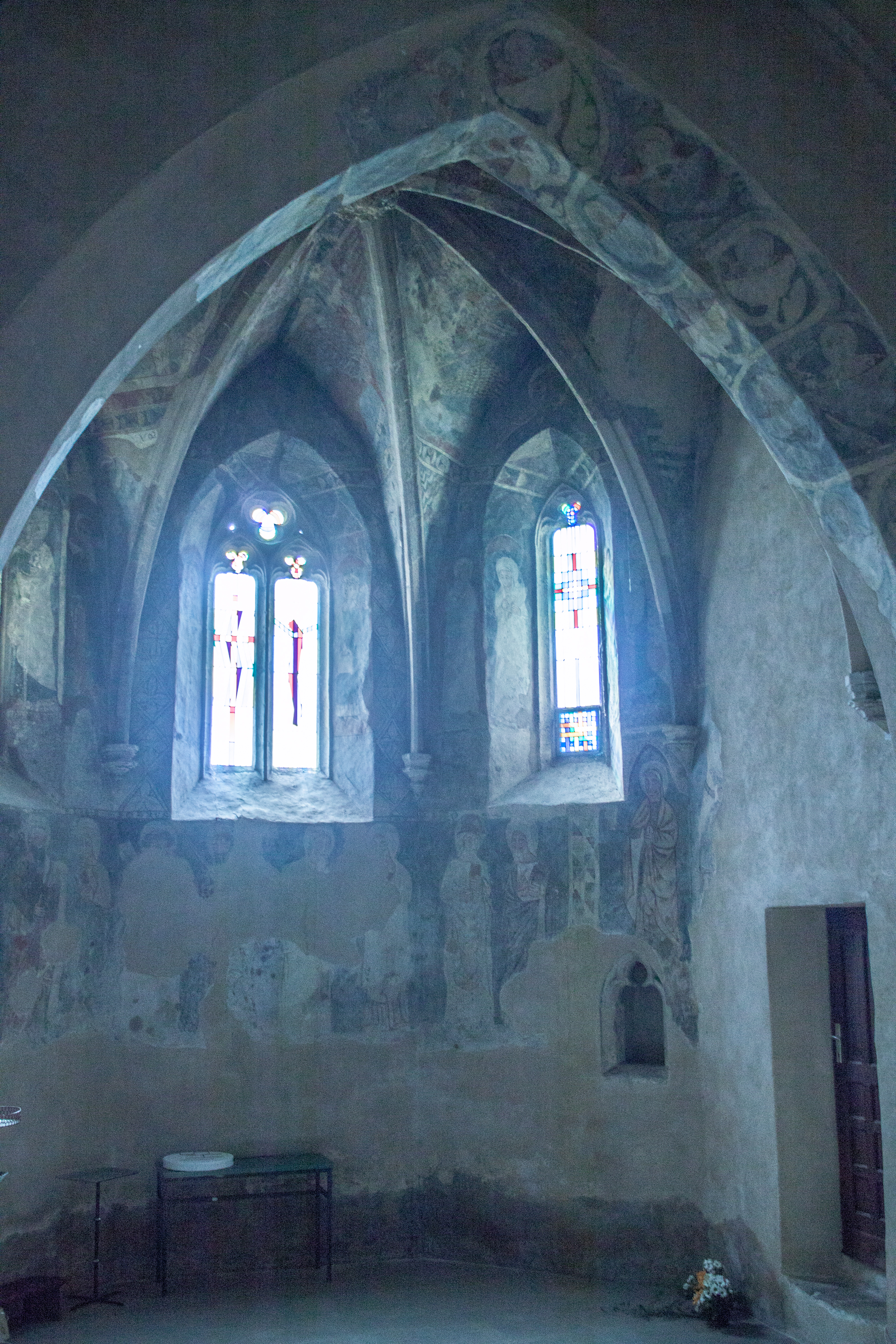
A régi gótikus szentély
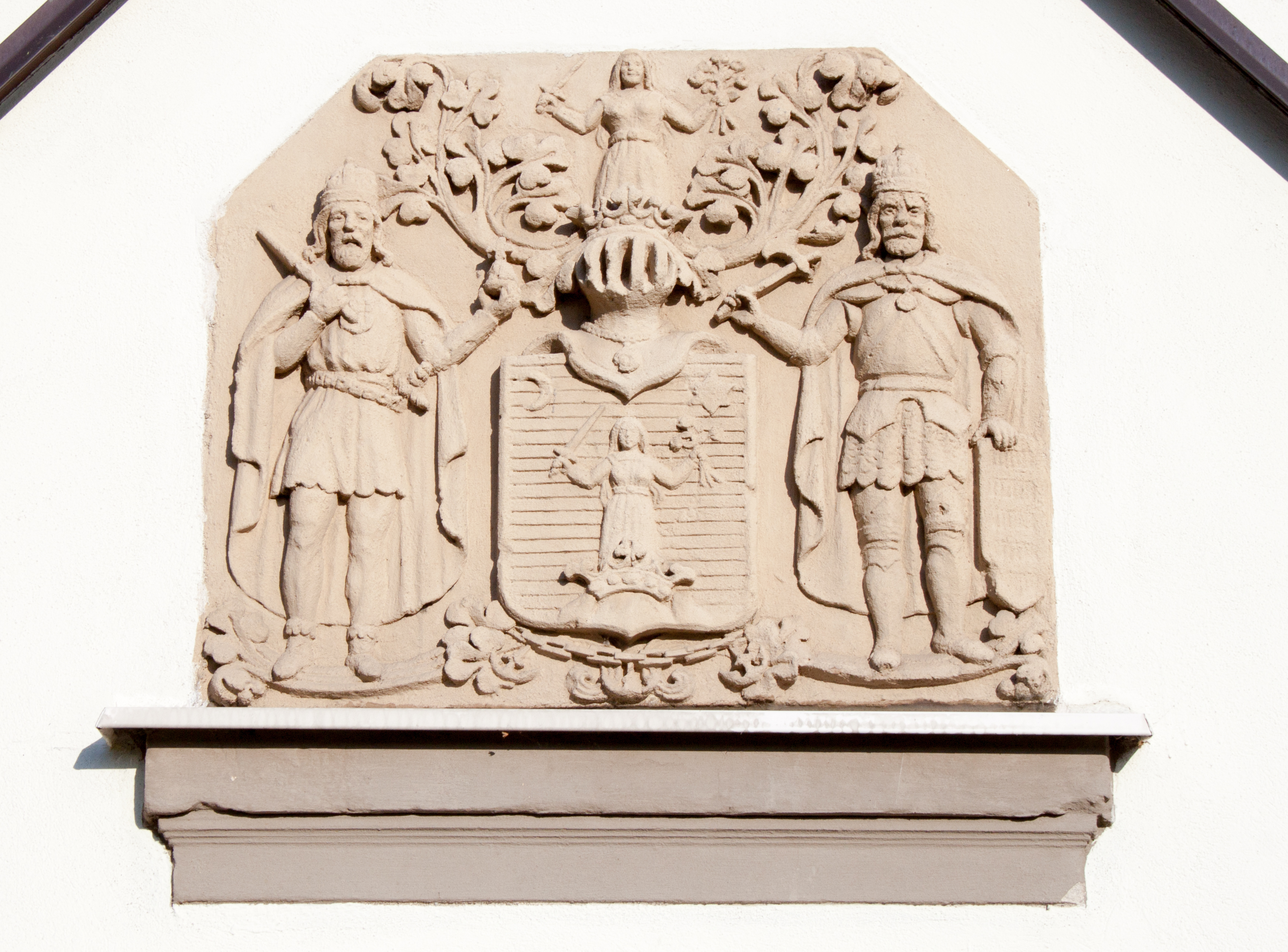
A Szapáry család címere a templom falán
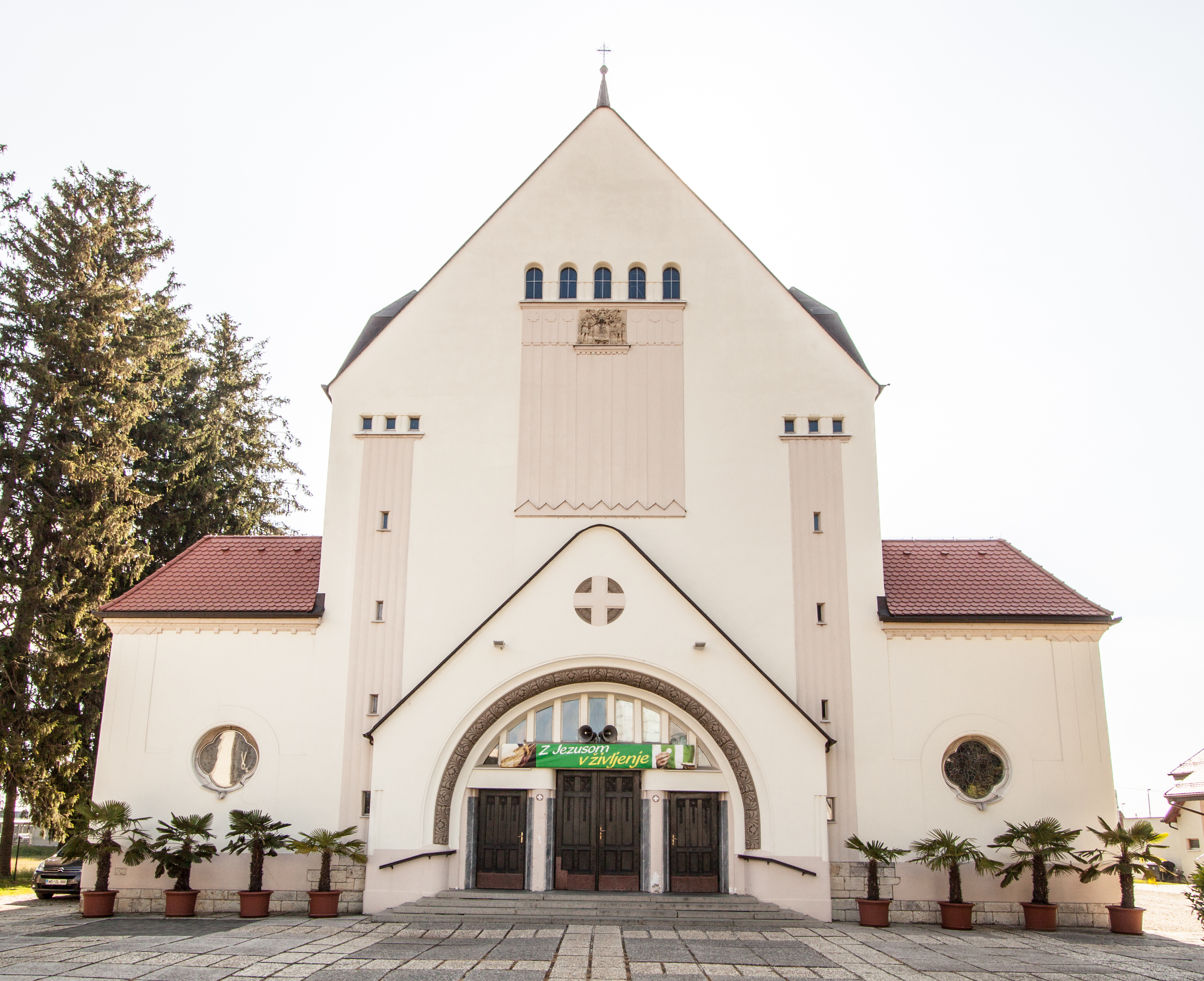
A főhomlokzat
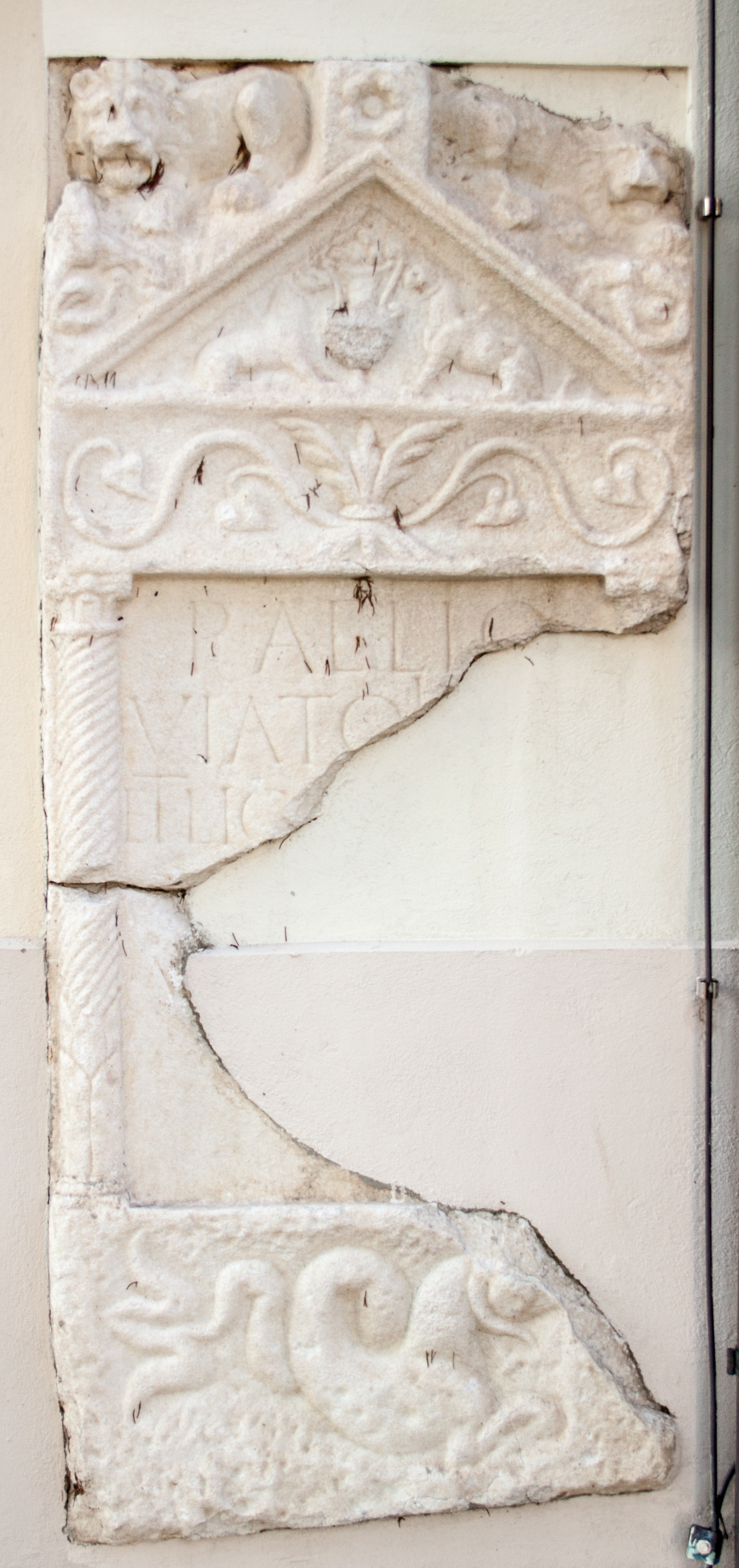
A töredékes római sírkő, oroszlánnal és delfinnel

### A főhomlokzat analógiái
A templom főhomlokzata számos hasonlóságot mutat több, ekkoriban Magyarországon épült templom homlokzati kialakításával. Elsősorban Kós Károly zebegényi római katolikus templomának (1908–1909, Jánszky Bélával) és Árkay Aladár fasori református templomával mutat rokonságot. Művészettörténészek összefüggésbe hozták ezeket a templomokat az északi nemzeti romantikus stílusban épült tamperei katedrálissal illetve a karlsruhei Lutherkirchével is, amit 1905 és 1907 között építettek. Tagadhatatlan a hasonlóság a templomok között: uralkodó a háromszögű oromzat, a középtengelyben az alsó szinten pedig architektúrailag hangsúlyozott főkapu található.

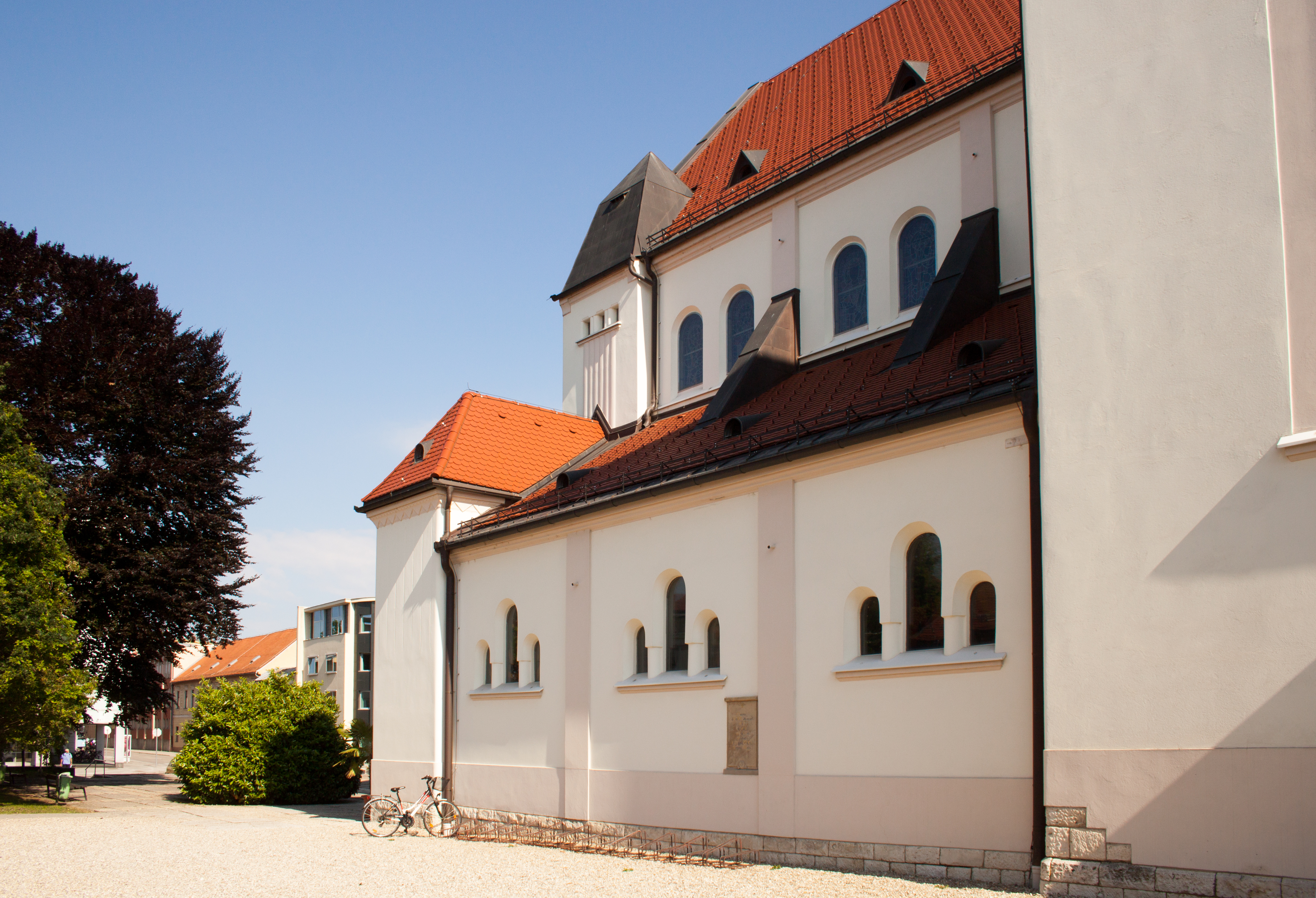
Az északi fal részlete
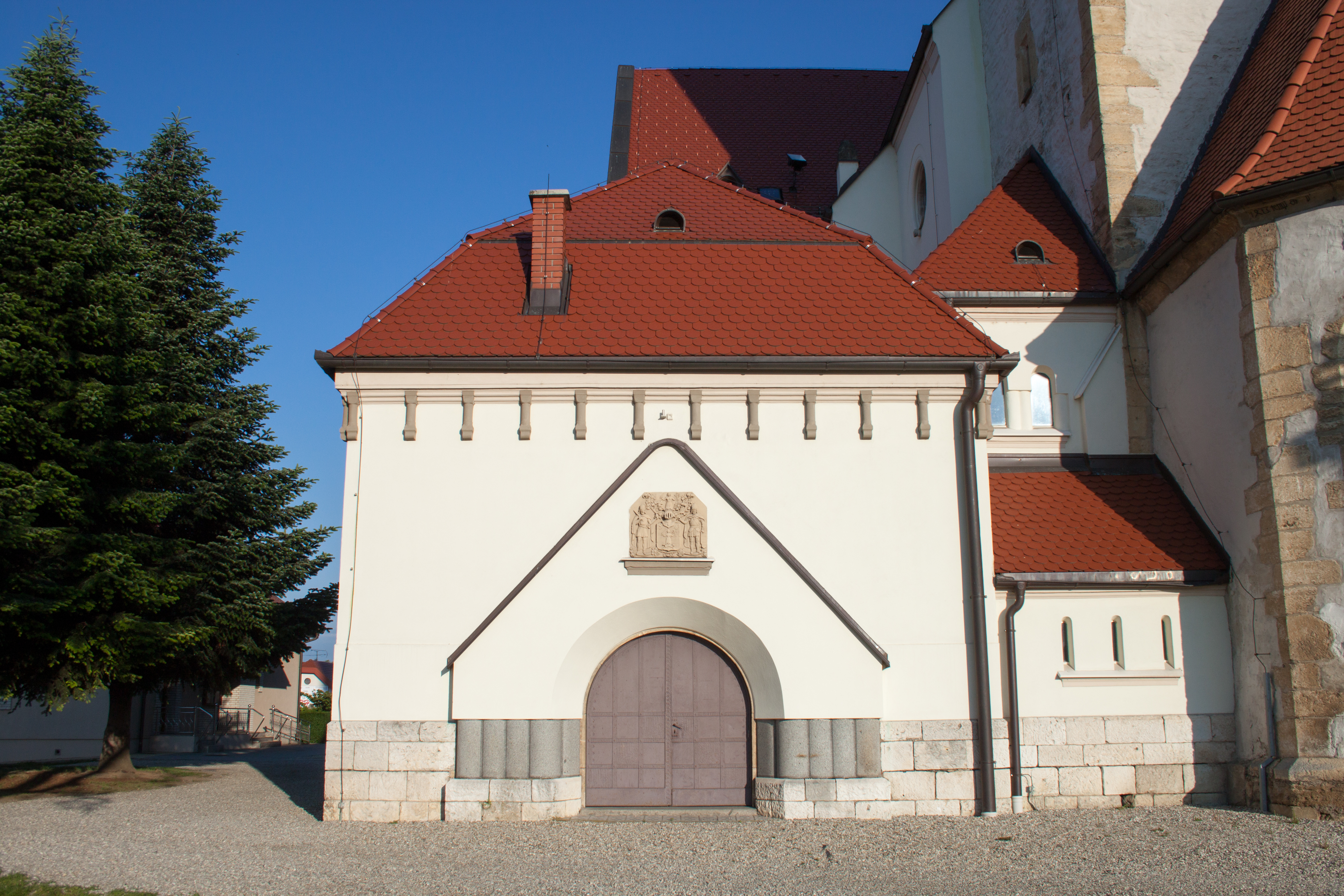
A keleti fal részlete
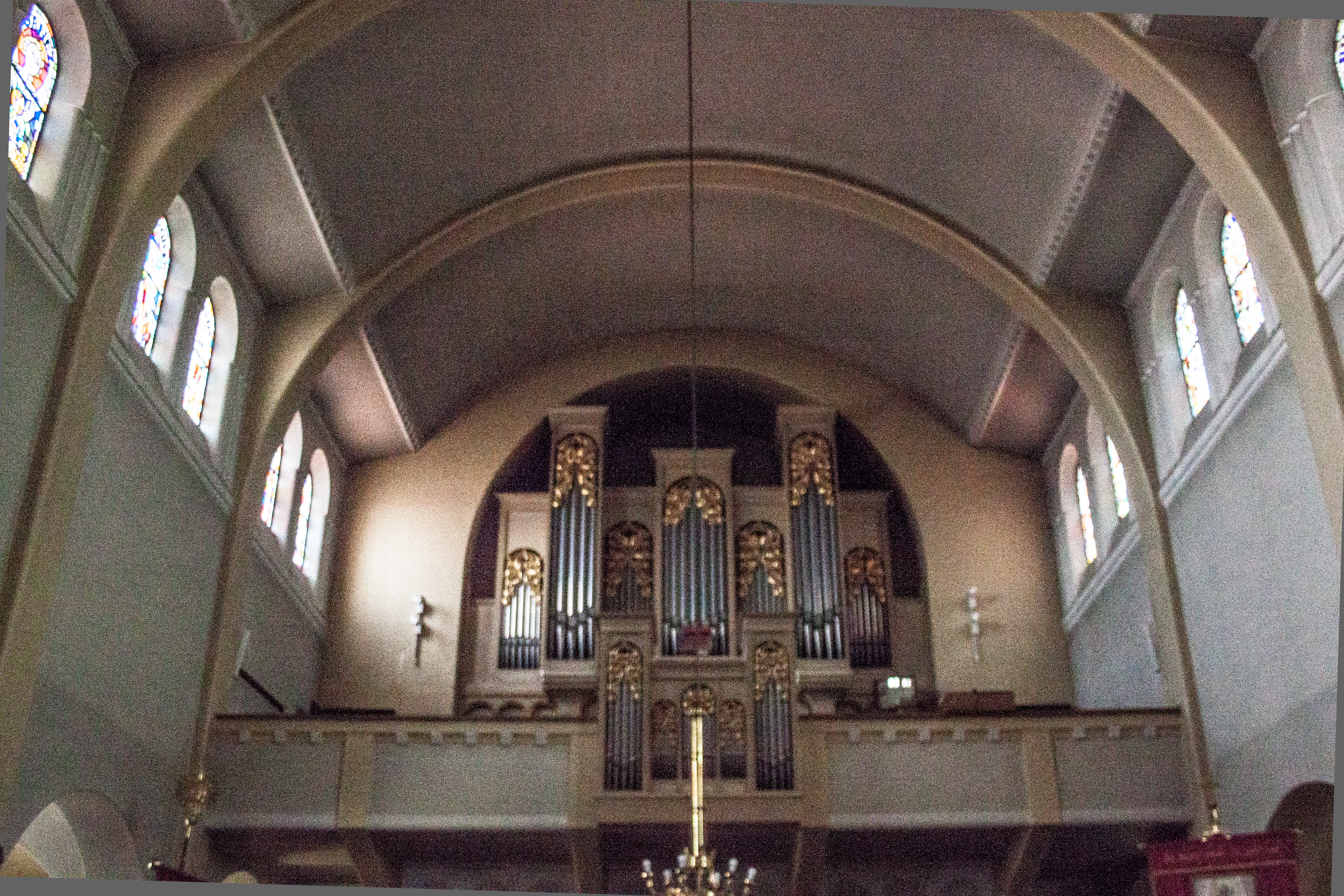
A jól látható vasbeton tartószerkezet
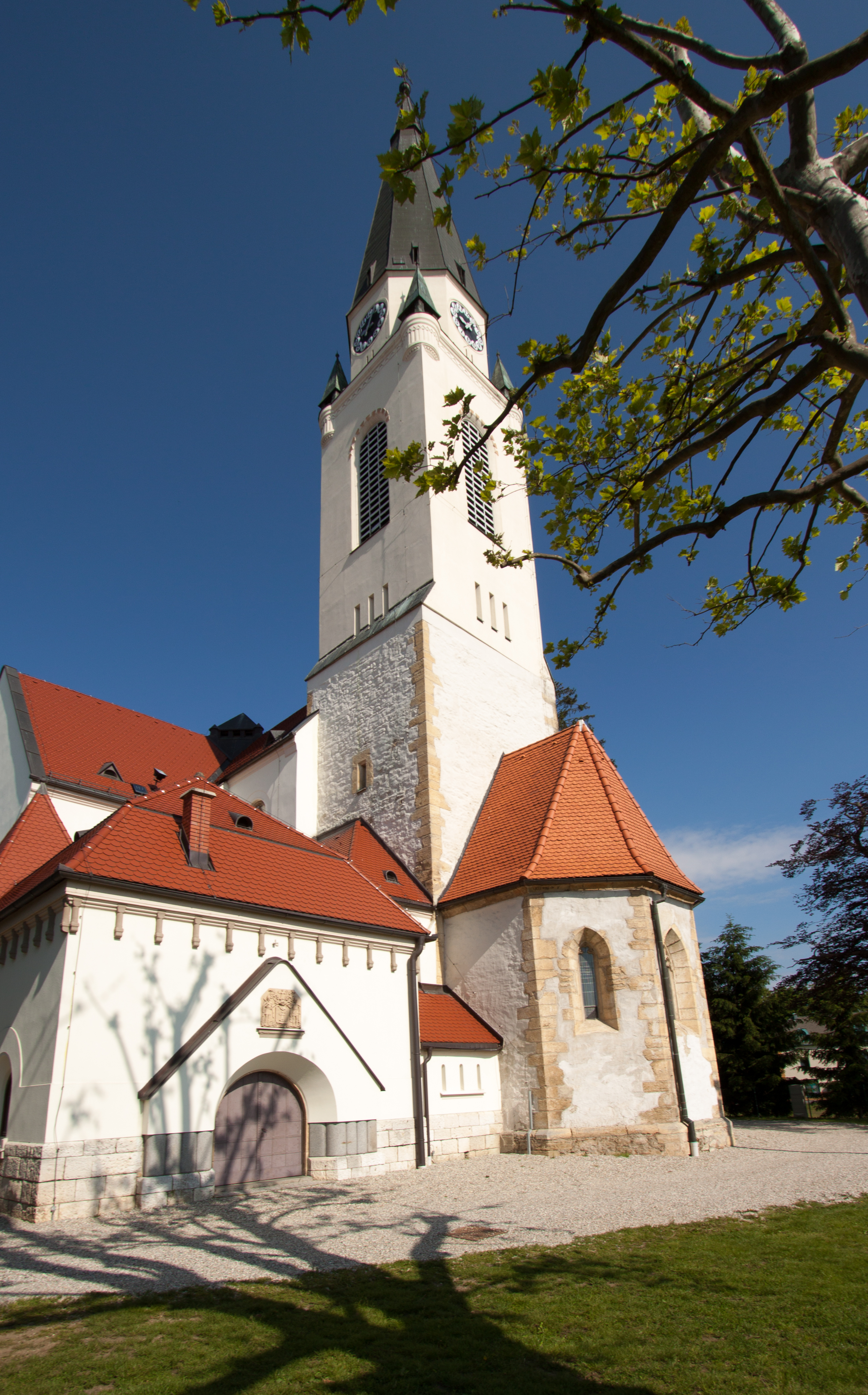
A templom hátsó része a régi szentéllyel